# Ali Mahdi Mohamed
Ali Mahdi Mohamed (en somalí: Cali Mahdi Maxamed, en árabe: علي مهدي محمد‎) (Villaggio Duca degli Abruzzi, Somalia Italiana, 1 de enero de 1939-Nairobi, 10 de marzo de 2021) fue un empresario y político somalí. Fue presidente de Somalia entre 1991 y 1997.
Ascendió al poder luego de que una coalición de grupos armados de oposición, incluido su propio grupo (Congreso Unido Somalí), destituyó al veterano presidente Siad Barre. Sin embargo, Mohamed no pudo ejercer su autoridad más allá de algunos sectores de la capital Mogadiscio, debiendo cohabitar con líderes de distintas facciones en la mitad sur del país y con entidades subnacionales autónomas en el norte.

## Biografía

### Primeros años
Nació en 1939 en Jowhar, una ciudad agrícola en la región sureña de Shabeellaha Dhexe. Su familia es oriunda del clan Abgaal Hawiye.

### Inicio de la guerra civil y presidencia
A fines de la década de 1980, el régimen de Siad Barre se había vuelto considerablemente impopular. Las autoridades se volvieron cada vez más totalitarias, y los movimientos de resistencia, apoyados por la administración comunista Derg de Etiopía, surgieron en todo el país. Esto finalmente condujo en 1991 al estallido de la guerra civil somalí, el derrocamiento del gobierno de Barre y la disolución del Ejército Nacional Somalí. Muchos de los grupos de la oposición posteriormente comenzaron a competir por influencia en el vacío de poder. Las facciones armadas dirigidas por los comandantes del Congreso Unido Somalí Unido, Ali Mahdi Mohamed, y el general Mohamed Farrah Aidid, en particular, se enfrentaron buscando ejercer su autoridad sobre la capital.
En 1991, se celebró una conferencia internacional sobre Somalia en la vecina Yibuti. Aidid boicoteó la primera reunión en protesta. Debido a la legitimidad conferida a Mohamed por la conferencia de Yibuti, posteriormente fue reconocido por la comunidad internacional como el nuevo Presidente de Somalia. Yibuti, Egipto, Arabia Saudita e Italia fueron algunos de los países que oficialmente extendieron el reconocimiento a la administración de Mohamed. Sin embargo, no fue capaz de ejercer su autoridad más allá de algunos sectores de la ciudad capital.

## Muerte
Falleció el 10 de marzo de 2021 a los 82 años, en un centro médico de la capital keniana a causa de COVID-19.